# هیپارکوس (ماهواره)
ماهواره هیپارکوس (به انگلیسی: Hipparcos) ماهواره‌ای بود که در ۸ اوت ۱۹۸۹ توسط سازمان فضایی اروپا با استفاده از موشک آریان ۴ به فضا پرتاب شد. وزن آن در هنگام پرتاب حدود ۵۰۰ کیلوگرم و مدار ابتدایی آن مدار زمین ثابت بود، ولی به علت مشکلی در پرتاب گر در مدار بسیار بیضوی مورد استفاده قرار گرفت. مأموریت اصلی این ماهواره اندازه‌گیری محل قرارگیری ستارگان بود. آزمایش تیکو یکی دیگر از ماموریت‌های این ماهوراه بود که در آن تصاویر دو رنگ نورسنجی از حدود ۴۰۰ هزار ستاره با دقت بالا تهیه شد. در کنار این دو مأموریت، این ماهواره به پیش‌بینی برخورد دنباله‌دار شومیکر-لوی ۹ به مشتری کمک کرد. ستاره‌هایی که در نزدیکی خورشید قرار داشتند، را شناسایی کرد. این ماهواره همچنین فاصلهٔ ستارگانی را که احتمالاً می‌توانستند دارای سیاره باشند، را اندازه‌گیری کرد. بررسی تغییر شکل کهکشان راه شیری یکی دیگر از دست‌آوردهای این مأموریت بود. کشف جوان‌تر و بزرگ‌تر بودن جهان و هم‌چنین تأیید پیش‌بینی اینشتین در مورد تأثیر جاذبه بر نور ستارگان از دیگر نتایج این مأموریت فضایی بود. هیپارکوس سرانجام در اوت ۱۹۹۳ با قطع رابطه‌اش با زمین، به عمر این پروژه فضایی پایان داد. نتایج اصلی این مأموریت، کاتالوگ هیپارکوس و تیکو، در سال ۱۹۹۷ منتشر شد.

## نام
هیپارکوس، نام کوتاه برای ماهواره جمع‌آوری‌کننده اختلاف منظر با دقت بالا به (به انگلیسی: High Precision Parallax Collecting Satellite:HiPParCoS) می‌باشد. این نام در کنار تیکو، به یاد دو ستاره‌شناس کلاسیک و مدرن، هیپارکوس یونانی و تیکو براهه دانمارکی انتخاب شدند.

## تاریخچه
این پروژه اولین مأموریت سازمان فضایی اروپا، برای اندازه‌گیری محل قرارگیری، فاصله، حرکت، درخشش و رنگ ستارگان بود. پروژه در اوایل سال ۱۹۸۰ میلادی مورد تأیید اسا قرار گرفت. دو آزمایش در مرحلهٔ اولیه برای این پروژه در نظر گرفته شده‌بود:

### آزمایش هیپوخورس
- شناسایی ۱۰۰ هزار ستاره
- قدر ستاره حداقل ۱۲٫۴
- کاتالوگ ستاره‌ها با قدر ۷٫۳ تا ۹٫۰ را کامل کند.
- برای ستاره‌های با قدر ۹ دقت مکان‌یابی ۰٫۰۰۲ قوس ثانیه.
- برای ستاره‌های با قدر ۹ دقت اختلاف منظر با ۰٫۰۰۲ قوس ثانیه.
- اندازه‌گیری جابه‌جایی با دقت ۰٫۰۰۲ قوس ثانیه در سال.
- خطای سیستمی کمتر از ۰٫۰۰۱ قوس ثانیه.[۳]

### آزمایش تیکو
- شناسایی بیش از ۴۰۰ هزار ستاره
- قدر ستارگان بین ۱۰ تا ۱۱
- برای قدر ۱۰ دقت مکان‌یابی ۰٫۰۳ قوس ثانیه
- نورسنجی با دقت ۰٫۰۵ قدر
- مشاهدهٔ هر ستاره در حدود ۱۰۰ بار[۳]

## پرتاب و مأموریت و پایان کار
ماهواره در ۸ اوت ۱۹۸۹، از کورو، گویان فرانسه با استفاده از راکت آرین ۴ به فضا پرتاب شد. به علت اینکه موتور تغییر اوج آن از کار افتاده‌بود، تنوانست در مدار اصلی خود که مدار زمین ثابت بود، قرار بگیرد. با تغییر دادن موُلفهٔ مأموریت، دانشمندان توانستند از این ماهواره در مداری دیگر استفاد ببرند. این تغییرات توسط پایگاه کنترل ماموریت‌های فضایی اروپا، در دارمشتات انجام گرفت. یکی از مهم‌ترین این تغییرات استفاده از سه ایستگاه زمینی تماس در اودن‌والد، آلمان، پرث استرالیا و گلداستون ناسا، به جای یک ایستگاه اولیه بود.
تلاش‌هایی که در پایگاه کنترل ماموریت‌های فضایی اروپا انجام گرفت، باعث شد تا این فضاپیما، با وجود قرار گرفتن در مدار اشتباه، به جمع‌آوری داده بپردازد. این ماهواره که ۳٫۵ سال در فضا به سر برد در حدود ۳ سال قابل استفاده بود، در حالی که قسمت‌های مختلف آن یکی پس از دیگر به علت اشعه‌های پرانرژی؛ که در مدارهای بسیار بیضوی وجود دارند، از کار می‌افتاد. یکی از این مشکلات، از کار افتادن یکی ژیروسکوپ‌های فضاپیما بود، که در پی آن فضاپیما هنوز با دو ژیروسکوپ به کار خود ادامه داد. پس از این اتفاق با تغییراتی که در پایگاه زمینی انجام گرفت استفادهٔ بدون ژیروسکوپ از هیپارکوس هم امکان‌پذیر شد. همهٔ این کارها ادامه یافت تا اینکه در ۱۶ اوت ۱۹۹۳ با از کار افتادن رایانهٔ اصلی این ماهواره ارتباط با این فضاپیما برای همیشه قطع شد. هزینهٔ مأموریت ماهوارهٔ هیپارکوس بر اساس معیارهای اقتصادی سال ۲۰۰۰ میلادی ۶۰۰ میلیون یورو (€۶۰۰) برآورد شده بود. برنامه‌های ماهوارهٔ هیپارکوس را فضاپیمای گایا که در ۱۹ دسامبر ۲۰۱۳ میلادی به فضا فرستاده شد پی‌گیری می‌کند.

## تکنولوژی‌های به کار رفته
بار اصلی فضاپیما در مرکز لنز تمام بازتابندهٔ یک تلسکوپ اشمیت قرار گرفته‌بود. یکی از ویژگی‌های این تلسکوپ، آینهٔ پرتو ترکیبی بود، که نور را از دو میدان دید، که از یک‌دیگر ۵۸ درجه فاصله داشتند و ابعادشان ۰٫۹ در ۰٫۹ بود، به یک سطح کانونی مشترک منتقل می‌کرد. همین باعث می‌شد، که اندازه‌گیری‌های میدان بزرگ و کوچک به صورت هم‌زمان انجام بگیرند. ماهواره دایره‌هایی روی کرهٔ آسمانی ترسیم می‌کرد و تصاویر از دو میدان دید با استفاده از ۲۶۸۸ روزنهٔ موازی و شفاف در سطح کانونی با یکدیگر ترکیب می‌شدند.
این ماهواره برای چرخش‌های بسیار آرام طراحی شده‌بود و یک چرخش به دور خود در حدود ۲ ساعت طول می‌کشید. در همین زمان، کنترل می‌شد، که محور چرخش ماهواره با سرعت بسیار پایین تغییر کند. با این کار، این امکان به وجود آمد که ماهواره کرهٔ آسمانی را چندین بار در طول مدت مأموریت خود رصد کند.

## نتایج علمی
این ماهواره، اولین ماهوارهٔ سازمان فضایی اروپا بود که به‌طور کامل به ستاره‌شناسی اختصاص یافته‌بود. با استفاده از نتایج این مأموریت ستاره‌شناسان، کاتالوگی از ۱۱۷۹۹۵ ستاره را ایجاد کردند. این کاتالوگ شامل، محل قرارگیری ستاره با دقت ۰٫۰۰۱ قوس ثانیه بود. با استفاده از اختلاف منظر، امکان تعیین فاصلهٔ ستاره‌ها که در آن زمان کار بسیار سختی بود، انجام گرفت. محل قرارگیری ستاره‌ها یک جابه‌جایی بسیار آرام نیز نشان می‌دهد، که از اختلاف منظر متمایز است، این جابه‌جایی در واقع همان حرکت ستاره در کهکشان است.
در سال انتشار کاتالوگ هیپارکوس، این کاتالوگ برتری چشمگیری نسبت به کاتالوگ‌های تهیه شده از طریق تلسکوپ‌های زمینی داشت. به جز جزئیات در مورد ستارگان این کاتالوگ نگاه ستاره‌شناسان به جهان، اندازه و عمر آن را تغییر داد.